# Rayfield Motor Car Company
Rayfield Motor Car Company, später Rayfield Motor Company, war ein US-amerikanischer Hersteller von Automobilen und Zubehör.

## Unternehmensgeschichte
Charles Rayfield hatte sieben Söhne. Er gründete im Sommer 1910 zusammen mit seinen Söhnen Bill und John die Rayfield Motor Car Company. Eine Quelle gibt dafür den 26. Mai 1910 an. Burke Vancil wurde Präsident, J. F. Miller Vizepräsident, E. E. Staley Sekretär, William Rayfield Schatzmeister und Chefingenieur, John Rayfield Fabrikmanager und George Rayfield Vormann. Der Sitz war zunächst in Springfield in Illinois. Sie übernahmen die Springfield Motor Car Company sowie deren Werk und begannen mit der Produktion von Automobilen und Vergasern. Der Markenname lautete Rayfield. Der Vater kümmerte sich um das Geschäft mit den Vergasern und die Söhne um die Fahrzeuge. Eine andere Quelle gibt an, dass nicht der Vater Charles, sondern der Sohn Charles die Vergaser herstellte. 1911 ersetzte Frederick Rayfield seinen Bruder John als Fabrikmanager.
1912 zog das Unternehmen nach Chrisman in Illinois. Die neue Firmierung Rayfield Motor Company wurde am 14. Februar 1912 eingetragen. Fred Thayer wurde Präsident, Charles Hoult Vizepräsident, A. E. Schnitker Sekretär und Schatzmeister, E. E. Staley Verkaufsleiter. Die Brüder William, John, George und Frederick Rayfield blieben im Unternehmen tätig. Der Umzug ins neue Werk erfolgte im August 1912. Im September 1912 wurde ein Vertrag über mehr als eine Million US-Dollar mit der Brown Auto Company aus St. Louis abgeschlossen. Rayfield sollte im ersten Jahr 100, im zweiten Jahr 200 und im dritten Jahr 300 Fahrzeuge liefert, die die Brown Auto Company vermarktet. Nach der Lieferung von zwei Fahrzeugen endete diese Verbindung.
Ende 1913 gab es Pläne, das Sortiment nach unten zu erweitern. Thayer gründete im November 1913 die Rayfield Manufacturing Company, die nun im Besitz der Rayfield Motor Company sei, sowie im Mai 1914 in Chicago die Rayfield Cyclecar Company als Verkaufsgesellschaft.
1915 wurde ein Vertrag mit der Great Western Automobile Company abgeschlossen, der vorsah, dass Great Western ein bereits eingeführtes Fahrzeugmodell für Rayfield montieren soll. Allerdings geriet Great Western in Insolvenz und konnte den Vertrag nicht erfüllen.
Im Oktober 1915 folgte der Bankrott. Im gleichen Jahr endete auch die Produktion. Am 8. Februar 1916 wurden die Reste des Unternehmens versteigert.

## Fahrzeuge
1911 bestand das Sortiment aus zwei Modellen. Der 14/16 HP hatte einen Vierzylindermotor, der mit 14/16 PS angegeben war. Das Fahrgestell hatte 295 cm Radstand. Einziger Aufbau war ein Roadster, der Junior genannt wurde. Daneben war ein Toy Tonneau geplant. Eine andere Quelle gibt an, dass der Motor zu schwach war. Mindestens ein Roadster wurde tatsächlich hergestellt. Der Sechszylindermotor des 22/25 HP war mit 22/25 PS angegeben. Er hatte 148,4 Kubikzoll (2432 cm³) Hubraum. Der Wasserkühler befand sich hinter dem Motor. Auf diese Weise war eine Motorhaube möglich, die den Fahrzeugen von Renault ähnelte. Der Radstand entsprach dem schwächeren Modell. Zur Wahl standen ein Tourenwagen mit sechs Sitzen und einem Toy Tonneau mit vier Sitzen.
1912 gab es nur das Model 6. Der Motor leistete nun 30 PS. Der Radstand betrug 297 cm. Überliefert sind ein zweisitziger Roadster und ein fünfsitziger Tourenwagen. Versionen in den Jahren 1912 bis 1913 hatten 299 Kubikinch (4900 cm³) Hubraum mit 37 PS und 317,5 Kubikinch (5203 cm³) Hubraum mit 30 PS.
1913 entfiel der Roadster. Eine andere Quelle gibt an, dass das Model C den bisherigen Light Six ablöste, sich aber kaum davon unterschied. Überliefert sind Tourenwagen.
1914 wurde ein Kleinwagen eingeführt. Das erste Fahrzeug wurde am 5. Januar 1914 auf den Weg nach Chicago geschickt, um ab 27. Januar 1914 auf der dortigen Chicago Auto Show präsentiert zu werden. Rayfield bezeichnete ihn als Cyclecar, was eine Quelle als schlechte Wahl bezeichnet. Abgesehen davon, erfüllte das Fahrzeug die Kriterien für Cyclecars nicht. Es hatte einen wassergekühlten Vierzylindermotor. 69,85 mm Bohrung und 114,3 mm Hub ergaben 1752 cm³ Hubraum. Das Hubraumlimit für Cyclecars lag aber bei 1100 cm³ Hubraum. Der Motor leistete 12 PS, nach anderen Quellen 12, 14 oder 18 PS. Das Fahrgestell hatte 244 cm Radstand und mit 142 cm die für US-Autos der damaligen Zeit übliche Spurweite. Der Roadster bot Platz für zwei Personen nebeneinander. Das Leergewicht war mit etwa 318 kg angegeben. Das Sechszylindermodell wurde in diesem Jahr Model 14 genannt. Die Motorleistung war auf 38 PS erhöht und der Radstand auf 330 cm verlängert worden. Es blieb beim fünfsitzigen Tourenwagen. Eine andere Quelle gibt an, dass am 15. Oktober 1913 für das Modelljahr 1914 das Sechszylindermodell Modell D als Coupé, Roadster und Tourenwagen angekündigt wurde, wobei unklar bleibt, ob dieses Modell auch tatsächlich gefertigt wurde. Nach Dezember 1913 wurde es nicht mehr genannt.
1915 stand nur noch das sogenannte Cyclecar im Sortiment.

## Autorennen
1914 fuhr Hughie Hughes einen Rayfield beim Indianapolis 500.

## Modellübersicht
| Jahr | Modell   | Zylinder | Leistung (PS) | Radstand (cm) | Aufbau                                     |
| ---- | -------- | -------- | ------------- | ------------- | ------------------------------------------ |
| 1911 | 14/16 HP | 4        | 14/16         | 295           | Junior Roadster                            |
| 1911 | 22/25 HP | 6        | 22/25         | 295           | Tourenwagen 6-sitzig, Toy Tonneau 4-sitzig |
| 1912 | Model 6  | 6        | 30            | 297           | Roadster 2-sitzig, Tourenwagen 5-sitzig    |
| 1913 | Model 6  | 6        | 60            | 297           | Tourenwagen 5-sitzig                       |
| 1914 | Cyclecar | 4        | 14            | 244           | Roadster 2-sitzig                          |
| 1914 | Model 14 | 6        | 38            | 330           | Tourenwagen 5-sitzig                       |
| 1915 | Cyclecar | 4        | 14            | 244           | Roadster 2-sitzig                          |

## Produktionszahlen
1913 entstanden 218 Fahrzeuge. Diese Zahl stieg 1914 auf 527 Fahrzeuge und 1915 auf 613 Fahrzeuge. Eine zweite Quelle bestätigt diese Zahlen. In der Summe sind das mindestens 1358 Fahrzeuge. Zahlen für 1911 und 1912 liegen nicht vor.
Eine andere Quelle nennt Thayer zufolge 114 Fahrzeuge mit Sechszylindermotor. Er schätzte die Zahl in Springfield auf 50 bis 100. John Hobbs gibt an, dass in Chrisman nur ein Dutzend Fahrzeuge entstanden. Soweit bekannt, blieb es bei zwei Kleinwagen, obwohl sich die Pläne auf 5000 Fahrzeuge beliefen.